# Маріо (персонаж)
Ма́ріо (яп. マリオ, англ. Mario) — це вигаданий персонаж однойменної відеоігрової франшизи компанії Nintendo, розроблений Шіґеру Міямото. Маріо є маскотом Nintendo і протагоністом всієї серії ігор. Це низький та огрядний італійський сантехнік, який живе в Грибному королівстві (англ. Mushroom Kingdom). Його головна ціль у більшості ігор — врятувати з полону принцесу, перемігши лиходія Боузера і його посіпак. Маріо має молодшого брата й напарника Луїджі (англ. Luigi).

## Концепт і створення

Емблема на картузі Маріо

Маріо початково було створено як персонажа гри Donkey Kong, на яку Сігеру Міямото покладалися надії стати науспішнішою грою Nintendo. Попередні спроби (Sheriff) не досягли такого ж успіху як Pac-Man. Спочатку головними героями мали бути Моряк Папай (англ. Popeye), Блуто (англ. Bluto) і Олів Ойл (англ. Olive Oyl), але на той час Міямото не міг отримати авторських прав на їх використання, тому взявся за розробку власних Джампмена (англ. Jumpman, згодом був перейменований на Маріо), Донкі Конга (англ. Donkey Kong) і Пауліни (англ. Pauline). У ранніх версіях Donkey Kong протагоніст звався «Містер Відео» (англ. Mr. Video) і не міг стрибати, а завдання полягало в тому, щоб вибратися з лабіринту. Міямото дав Маріо цю можливість, аргументуючи нововведення так: «Якби на вас котилася бочка, то що б ви зробили?» Відповідно протагоніст отримав ім'я Джампмен.

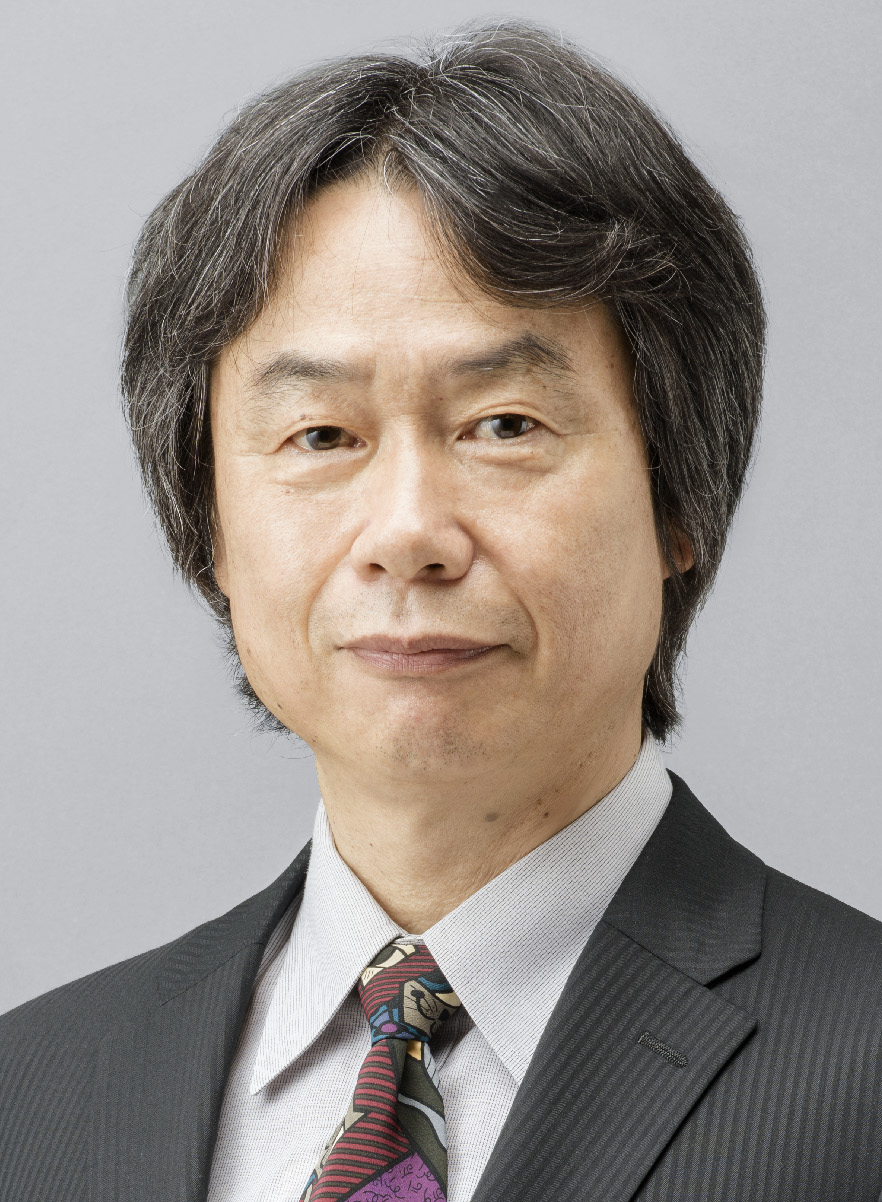
Шіґеру Міямото, творець персонажу Маріо

Під час поширення Donkey Kong у США, орендодавець складських приміщень для американського відділення Nintendo Маріо Сегал (англ. Mario Segale) посварився з тодішнім президентом компанії Мінору Аракава (англ. Minoru Arakawa), вимагаючи виплатити ренту. Працівники Nintendo в ході суперечки таки запевнили Сегала, що заплатять згодом, і після цього вирішили змінити ім'я головного героя на «Маріо». Міямото стверджував, що якби він залишив ім'я «Mr. Video», то найімовірніше, що Маріо «зник би з лиця Землі». Професія ж Маріо добиралася така, яка підходила б дизайну та історії гри. Події Donkey Kong відбуваються на будівельному майданчику, тому там Маріо — тесляр; у Mario Bros. локації переважно підземні, тож там він — сантехнік.
Зовнішній вигляд було обрано непересічний, але простий: низький, повний чоловік з великим носом та вусами, які ненав'язливо натякають на його італійське походження. Через графічні обмеження того часу Міямото пішов на деякі спрощення і хитрощі при розробці персонажа. Маріо-Джампмен одягнутий у червоні робочі штани та синій светр, щоб весь одяг контрастував між собою, персонажем та тлом. Червоний картуз дозволив Сігеру Міямото не розробляти зачіску та її анімацію при стрибках, а також брови і лоб. Аналогічно, великий ніс і вуса дозволяють уникнути малювання губ і емоцій.
Міямото розробив Маріо як персонажа, якого можна використати як епізодичного, незначного героя в будь-якій грі, позаяк він не очікував, що саме Маріо стане популярним. Вже згодом зовнішній вигляд Маріо став детальнішим: блакитні очі, білі рукавички, знак на капелюсі, коричневі черевики, кольори светра і робочих штанів поміняли між собою, а на останніх з'явилися золоті ґудзики. Поява таких деталей була пов'язана як із розвитком технологій, так і з набуванням персонажем популярності.

## Прізвище
Повне ім'я Маріо спочатку не розкривалося. У 1989 під час інтерв'ю, було зазначено, що це не Маріо Маріо, попри назву гри (Mario Bros. — досл. «Брати Маріо»). Перше використання саме такого повного імені зустрічається у фільмі «Супербрати Маріо» (англ. Super Mario Bros., 1993). Воно було знову використане у двох керівництвах із гри від компанії Prima: Mario Party 2 (2000) та Mario and Luigi: Superstar Saga (2003). У 2012 на San Diego Comic-Con Маріо називає себе Маріо Маріо (озвучив Чарльз Мартінет). Але вже через місяць Сатору Івата заявив, що Маріо не має прізвища, з чим погодився Сігеру Міямото. В липні 2015 року Міямото змінив свою точку зору і підтвердив, що ім'я героя справді Маріо Маріо.

## Появи в іграх

Маріо в Super Mario Bros.

### 1981—1990
Маріо дебютував як Джампмен в аркаді Donkey Kong 9 липня 1981 року. За сюжетом він є теслярем і має «домашню тваринку» — горилу, на ім'я Донкі Конг. Герой утискає Донкі, тому той тікає та викрадає дівчину Джампмена, спочатку названу Леді, а згодом — Пауліна. Ціль гри — врятувати Пауліну, граючи за Джампмена.
В аркаді Donkey Kong Junior (1982) ім'я Джампмена було змінене на Маріо, і це єдина гра, де він виступає антагоністом. В Mario Bros. (1983) Маріо і його молодший брат Луїджі, італо-американські сантехніки, мають знищувати істот, які постійно лізуть із нью-йоркської каналізації.
У Super Mario Bros. для Nintendo, Маріо повинен врятувати Принцесу Грибного Королівства Тоадстул (англ. Princess Toadstool Peach, пізніше — Принцеса Піч), від Короля Купи (англ. King Koopa), він же Боузер (англ. Bowser). Щоб зробити це, Маріо повинен пройти вісім світів Грибного Королівства — рівнів гри — у кожному з яких є замок, де потрібно здолати боса — слугу Короля Купи. Маріо пробивається до замку через три підрівні у кожному королівстві, перемагаючи посіпак Купи. Якщо гравець успішно знищує цих істот, то звільняє Тоада (англ. Toad) — вірного слугу Принцеси. У восьмому світі Маріо повинен здолати головного антагоніста — Купу, після цього він і звільняє Принцесу.
У наступній грі серії Super Mario Bros. 2 гравець може грати за одного з 4 персонажів: Луїджі, Маріо, Піч або Тоада. У третій частині серії Маріо повинен врятувати правителів сімох королівств від Боузера та його дітей — Купалінгів (англ. Koopalings). І знову ж герой долає 8 світів, щоб відновити порядок у Грибному Світі (англ. Mushroom World) та врятувати Принцесу Піч. У цій частині також було нововведення — бонуси, які покращували можливості героя, або додавали нові.

### 1989—1995
Super Mario Land. У країну Сарасаленд (англ. Sarasland), де відбуваються події, проникає інопланетянин Татанга (англ. Tatanga), який гіпнозує всіх жителів і викрадає їхнього правителя, Принцесу Дейзі (англ. Princess Daisy). Маріо повинен врятувати її, пройшовши через чотири райони Сарасаленду і знищуючи слуг Татанги на своєму шляху. Після цього він заганяє Татангу в глухий кут у Королівстві Чаї (англ. Kingdom Chai), перемагає, знищує його бойовий корабель і рятує Дейзі.
У Super Mario World Маріо та Луїджі беруть Принцесу Піч зі собою на відпочинок у Світ Динозаврів (англ. Dinosaur World), після подій Super Mario Bros. 3; під час їхнього перебування там, Боузер знову викрадає дівчину. Маріо і Луїджі зустрічають Йоші (англ. Yoshi) — расу динозаврів — і вони допомагають врятувати Піч.
Події Super Mario Land 2: Golden Coins, відбуваються одразу ж після першої частини Super Mario Land. Варіо (англ. Wario) — злий двійник Маріо — накладає на Маріо Ленд прокляття, доки сам Маріо перебував у Сарасаленді. Це прокляття змінило спогади всіх мешканців, які почали вважати, що Варіо їх повелитель, Маріо — заклятий ворог, а місце, де вони живуть, зветься Варіо Ленд (англ. Wario Land). Мета Варіо — захопити замок Маріо. Щоб зупинити Варіо, герой має відшукати артефакти — шість Золотих Монет (англ. Golden Coins), які розкидані по всьому Варіо Ленді, і відновити доступ до свого замку.
У Super Mario World 2: Yoshi's Island лелека несе Малюка Маріо і Малюка Луїджі (англ. Baby Mario, Baby Luidgi; далі — Маріо і Луїджі) через море, але злодій Магікупа Камек (англ. Magikoopa Kamek) викрадає лелеку і Луїджі, через що Маріо падає на Острів Йоші (англ. Yoshi`s Island), домівку динозаврів Йоші. Після того, як Маріо зустрічає їх, всі разом вирушають, щоб урятувати Луїджі та лелеку з полону Камека. Також антагоністом цієї частини є Малюк Боузер (англ. Baby Bowser).

### 1996—2002
Маріо 2.5D з'явився у New Super Mario Bros. У цій частині, коли Маріо і Принцеса Піч прогулювались разом, Боузер-молодший викрадає дівчину і летить до свого батька в замок. Маріо одразу ж кидається навздогін, проходить вісім світів, перемагає Боузера і його сина та рятує Принцесу. Інші появи Маріо цього періоду: Super Mario Galaxy, Super Mario Galaxy 2, New Super Mario Bros., New Super Mario Bros. 2, New Super Mario Bros. U., Super Mario 3D World. Загалом, усі ігри серії Super Mario мають схожий сюжет: одного героя викрадає антагоніст, а протагоніст повинен пройти кілька рівнів і врятувати його. Зазвичай це відповідно Принцеса Піч, Боузер і його сини та Маріо.
Інші жанри Mario-ігор включають Game & Watch ігри; пінбол — Mario Pinball Land; головоломку Dr. Mario, яка є інтерпретацією гри Тетріс. 1996 року з'явилась Super Mario RPG — перша гра жанру RPG з Маріо. За ними йшли дев'ять ігор цього жанру: чотири з серії Paper Mario (Paper Mario, Paper Mario: The Thousand-Year Door, Super Paper Mario, Paper Mario: Sticker Star) та п'ять серій Mario & Luigi (Mario & Luigi: Superstar Saga, Mario & Luigi: Partners in Time, Mario & Luigi: Bowser's Inside Story, Mario & Luigi: Dream Team, Mario & Luigi: Paper Jam).

## Поза серією

### В інших ігрових серіях
Окрім ігор для платформ та спін-оффів, Маріо з'являвся в інших відеоіграх як фоновий персонаж, наприклад у Mike Tyson's Punch-Out!!, де Маріо — рефері. Також з'явився як ігровий персонаж у NBA Street V4 та SSX on Tour, від Electronic Arts. Має камео у серії ігор The Legend of Zelda, як портрет, а в Metal Gear Solid: The Twin Snakes є його маленька статуя.

#### Телебачення
Перша поява Маріо на телеекрані відбулася у «Saturday Supercade», серії анімацій від Ruby-Spears Production в 1983. Кожен епізод складався з кількох коротких відео, за участю персонажів тогочасних аркад. Маріо (озвучений Пітером Калленом) фігурує в епізодах, де він і Пауліна намагаються спіймати Донкі Конга.

### Фільми
Маріо був також головним героєм фільму «Super Mario Bros.», де його роль зіграв Боб Хоскінс. Маріо у своєму звичному амплуа — сантехнік — потрапляє у паралельний Всесвіт, в якому правлять динозаври і він має врятувати Землю від вторгнення. Попри популярність Маріо, фільм провалився в прокаті.

## Інше

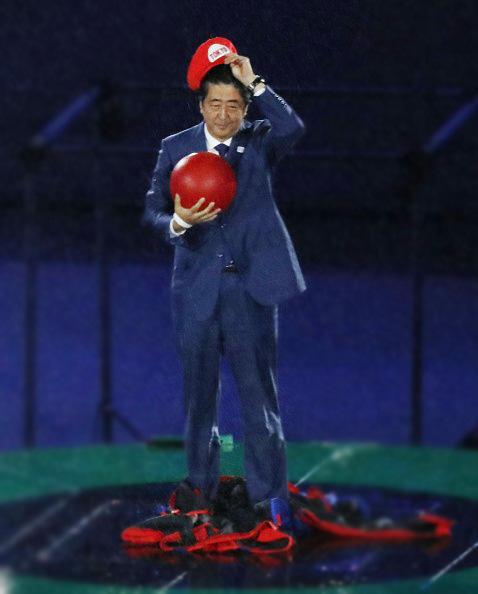
Японський прем'єр-міністр Абе Сіндзо на закритті Літніх Олімпійських ігор 2016

21 серпня 2016 на церемонії закриття XXXI літніх Олімпійських ігор у Ріо-де-Жанейро, на відео, в якому представляють Токіо, де відбудуться наступні ігри, з'являється прем'єр-міністр Японії Абе Сіндзо, який трансформується в Маріо і стрибає у варп-трубу, через яку потрапляє зі Сібуя Кросинг в Ріо-де-Жанейро. Одночасно з цим «перенесенням» на відео, справжній Абе з'являється з варп-труби, розташованої в центрі стадіону Маракана, де і відбувалося закриття.

## Образ

### Зовнішність
Маріо спочатку зображувався двовимірно (спрайт), але з розвитком технологій став тривимірною полігональною моделлю. Живе у Грибному королівстві з Луїджі — молодшим, проте вищим на зріст, братом. У фільмах і серіалах Маріо та Луїджі з Нью-Йорку, район Бруклін. Мало що відомо про дитинство Маріо, хоча він і з'являвся в ролі дитини. Носить червоний светр, робочі сині штани з жовтими ґудзиками, коричневі черевики, білі рукавиці та червоний картуз із літерою «М» на ній. У Super Mario Bros. светр коричневий, а робочі штани червоні. Маріо має блакитні очі, темно-коричневе волосся та вуса.

### Хобі й рід діяльності
Маріо за професією сантехнік, хоча з'являвся і в інших амплуа: лікар (Dr. Mario), робітник (Donkey Kong), археолог (Mario's Picross), атлет, спортсмен у серії спортивних ігор, водій гоночного карту (Mario Kart). В аркадах Маріо зазвичай рятує «дівчину в біді» і локацію, де відбуваються дії, та перемагає антагоніста. Маріо з товаришами отримав славу в Грибному Королівстві завдяки своїм подвигам, що показано в Mario & Luigi: Superstar Saga, де вони «суперзірки».

### Стосунки з персонажами
З першої гри Маріо зазвичай грав роль «лицаря», який рятує «дівчину в біді». Спочатку це була Пауліна у Donkey Kong. Потім — Принцеса Піч, у Super Mario Bros. Згодом — Принцеса Дейзі у Super Mario Land. Була навіть зміна ролей — вже Принцеса Піч рятувала Маріо у Super Princess Peach. Принцеса Піч дуже прихильно ставиться до Маріо.
Луїджі — молодший брат Маріо. Він є його компаньйоном у більшості ігор франшизи, або героєм, якого контролює другий гравець, при грі на двох. Луїджі також рятує Маріо у Mario is Missing! та Luigi's Mansion.
Супротивниками Маріо є Варіо, його злий двійник у Super Mario Land 2, Боузер у багатьох іграх серії, Донкі Конг в однойменній грі.

### Голос
З 1991 по 2023 рік Маріо озвучував Чарльз Мартіне. Коли він приїхав на прослуховування, режисери планували йти додому. Його попросили зобразити «італійського сантехніка з Брукліна», коли він почув цю фразу, то згадав стереотипний італійський акцент із голосом, схожим на голос бандита. Але припустивши, що цей голос буде надто різким для дітей, то хотів використати голос старшої людини. Однак, за словами Мартіне, прослуховування для Маріо було єдиним випадком, коли він помилився і врешті говорив повну нісенітницю. Після того, як йому пояснили особливості персонажа, він натомість сказав наступне м'яким і добрим голосом з чималою кількістю помилок:
Hello, ima Mario. Okey dokey, letsa make a pizza pie together, you go get somea spaghetti, you go geta some sausage, I getta some sauce, you gonna put some spaghetti on the sausage and the sausage on the pizza, then I'm gonna chasea you with the pizza, then you gonna chasea me with the pizza, and gonaa makea lasagne.

### Можливості
У Donkey Kong Маріо називався Джампменом, тому стрибок, як для подолання перешкод, так і для атаки, — це типовий елемент ігрового процесу в серії Mario. У Super Mario RPG неігрові персонажі часто просять Маріо стрибнути, щоб довести, що це справді він. Це є і його атакою — він стрибає на голову ворогу: менші NPC гинуть одразу, більші отримують пошкодження, що зазвичай активує в них певні ефекти. У Super Mario World було додано можливість крученого стрибка, за допомогою якого Маріо може знищувати блоки під собою. У Super Mario 64 герой отримав ще кілька видів стрибків: стрибок убік, граунд паунд — схожий на футбольний підкіт, який виконується на спині, та «Wall Kick» — відскок від стіни угору з розворотом.

## Бонуси
Маріо використовує різні бонуси, які відрізняються залежно від гри. Перший був у грі Donkey Kong, і називався Хаммер (англ. Hammer).
У Super Mario Bros. було введено три базові бонуси: Супергриб (англ. Super Mushroom), який при підбиранні збільшував Маріо у зрості — в такій формі він міг отримати ушкодження, не втрачаючи життя (зменшувався до свого звичайного зросту); Вогняна Квітка (англ. Fire Flower), дає Маріо можливість кидати вогняні кулі у ворогів; Стармен (англ. Starman) — робить Маріо тимчасово невразливим. Крім того, протягом серії були різні варіації першого бонуса: Додатковий Гриб (англ. 1-up Mushroom) — дає додаткове життя; Отруйний Гриб (англ. Poison Mushroom) — завдає Маріо одноразового ушкодження; Мегагриб (англ. Mega Mushroom) — Маріо стає дуже великого зросту; Мінігриб (англ. Mini Mushroom) — Маріо стає меншим за свій звичний зріст. У різних іграх серії був також предмет-бонус, який давав Маріо можливість літати. Два з них, у Super Mario Bros. 3, — Костюм Танукі та Супер Листок (англ. Tanooki Suit, Super Leaf) — «одягали» Маріо в костюм єнота. У Super Mario World та Super Mario 64 були картузи з цим же бонусом, у Super Mario Land 2: 6 Golden Coins — морквина, при підбиранні якої у Маріо з картуза виростали заячі вуха, за допомогою яких можна було літати.
У Super Mario Galaxy було введено інші бонуси: Бджолиний Гриб (англ. Bee Mushroom) — перетворює Маріо у бджолу і дає можливість полетіти; Бу-Гриб (англ. Boo Mushroom) (назва походить від вигуку для лякання) — перетворює Маріо у привида, дає можливість літати та проходити крізь стіни; (англ. Spring Mushroom) — модель Маріо обвивалася пружиною, що дозволяло йому стрибати вище; Крижана Квітка (англ. Ice Flower) — дозволяла ходити по воді чи лаві.

## Популярність
Маріо вважається найвідомішим і найпопулярнішим персонажем відеоігор в історії та став іконою ігрової індустрії. Було продано понад 510 мільйонів копій ігор серії Mario. Маріо став також першим відеоігровим персонажем, якого увінчали у восковій фігурі — це сталося в Голлівудському музеї воскових фігур у 2003 році. У 1990 році опитування показали, що з переліку популярних на той час персонажів діти найчастіше впізнавали саме Маріо (конкурентами були Багз Банні, Мікі Маус, Том і Джеррі). Він також є найупізнаванішим персонажем ігрової індустрії.
Сігеру Міямото, як і Nintendo, зазначають, що Маріо — їхній найулюбленіший персонаж з усіх, з якими їм (Nintendo і Сігеру) доводилось працювати. За результатами опитування 2008 року в Японії, Маріо був визнаний найпопулярнішим персонажем у цій країні. Маріо також був четвертий у списку «100 героїв усіх часів» від UGO. Його картуз опинився на 21 місці списку «Найкрутіших головних уборів і шоломів у відеоіграх» з поясненням: «На Хелловінській вечірці завжди знайдеться хтось, хто носить її». Також він є у топ-100 злочинців відеоігор (на сотому місці), з жартівливим поясненням: «This Mario is a total jerk, holding Donkey Kong Jr.'s dad hostage» (вільний переклад: «Цей Маріо є повним покидьком, оскільки тримає батька Донкі Конга-молодшого в полоні»).
Маріо, ставши іконою попкультури, почав з'являтися в численних телешоу, коміксах, фільмах, а також на різному мерчендайзі, такому як: ланч-бокси, футболки, значки, журнали, шампуні, цукерки, каші, плюшеві іграшки тощо. Nintendo у 1986 році випустила 60-хвилинне аніме «Super Mario Bros.: Peach-Hime Kyushutsu Dai Sakusen!», сюжет якого базується на грі Super Mario Bros., але воно не було поширене за межі Японії. Персонаж фігурував також у численних проєктах від третіх осіб, наприклад Platform Panic.
Франшиза Маріо визнана Книгою рекордів Гіннеса, де має сім світових рекордів. Три головних із них: «Відеогра-бестселер усіх часів», «Перший фільм базований на захопливій відеогрі» та «Найприбутковіший персонаж», оскільки Маріо зустрічався у 116 продуктах (не беручи до уваги рімейків і перевидань).